# Klaudiusz Jędrusik
Klaudiusz Jędrusik (ur. 3 października 1928 w Zagórzu, zm. 6 stycznia 1986 w Katowicach) – polski malarz, artysta-plastyk, animator kultury aktywny w katowickim środowisku artystycznym. Inicjator i spiritus movens Grupy St-53, jednego z pierwszych powojennych ugrupowań artystycznych w PRL. Autor niepublikowanego w całości tekstu Historia grupy ST-53, który stanowi ważny dokument dotyczący działalności tego ugrupowania.

## Życiorys
Urodził się w rodzinie robotniczej w Zagórzu. Po wojnie zaczął uczęszczać do nowo utworzonej Państwowej Szkoły Sztuk Plastycznych w Katowicach, gdzie zaprzyjaźnił się z Walterem Napieralskim, Konradem Swinarskim, Waldemarem Świerzym i Sylwestrem Wieczorkiem. W 1947 roku profesor Józef Mroszczak zebrał prace plastyczne uczniów, w tym prace Jędrusika, i na ich podstawie uzyskał zgodę Ministerstwa Kultury na utworzenie uczelni wyższej. Szkoła zaczęła funkcjonować jako Oddział Państwowej Wyższej Szkoły Sztuk Plastycznych we Wrocławiu, a od 1952 roku jako Filia ASP w Krakowie (II Wydział Grafiki Propagandowej z siedzibą w Katowicach). Jędrusik kontynuował tam studia. 

### Działalność z St-53
Znaczący wpływ na artystyczny rozwój Jędrusika miała Teoria widzenia Władysława Strzemińskiego. Jędrusik poznał ją dzięki Swinarskiemu, który, po krótkim okresie studiów w Katowicach, przeniósł się do Łódzkiej ASP w 1948 roku, gdzie był słuchaczem wykładów Strzemińskiego. Swinarski korespondował z Jędrusikiem i dostarczył mu maszynopis Teorii widzenia między 1949 i 1952 rokiem.
W okresie realizmu socjalistycznego w Polsce, kiedy Strzemiński był kulturowo wykluczony, Jędrusik powielał maszynopis Teorii widzenia na własny koszt, na długo przed oficjalną publikacją książkową w 1958 roku. Zainspirowany traktatem Strzemińskiego i pozytywistyczną ideą „pracy u podstaw”, współzałożył na przełomie 1952 i 1953 roku niezależną, samokształceniową grupę studyjną (nazwaną później, w październiku 1955 roku przez dziennikarza Andrzeja Wydrzyńskiego, „St-53”). Wbrew ówczesnej doktrynie socrealizmu w sztuce, celem grupy było pozbywanie się starych nawyków myślenia i tworzenia, rozwój świadomości wzrokowej i weryfikacja niesprzeczności teorii Strzemińskiego w praktyce.
Ich pierwsza, niezależna, oddolnie zorganizowana wystawa odbyła się w sierpniu 1953 w Bradzie. Na wystawie prezentowane były też trzy rysunki i dwa gwasze Strzemińskiego pochodzące ze zbiorów Swinarskiego. W 1954 roku Jędrusik, Urszula Broll i Stefan Gaida przywieźli z Łodzi inne prace Strzemińskiego, aby pokazać je na kolejnej niezależnej wystawie grupy, która odbyła się w czerwcu w Stalinogrodzie (ówczesna nazwa Katowic), przy ul. Warszawskiej, w mieszkaniu Marii Obremby.
W 1955 roku Jędrusik i Hilary Krzysztofiak przenieśli się do Szklarskiej Poręby, która stała się kolejnym miejscem spotkań grupy. Odwiedzał ich tam również poeta i prozaik Miron Białoszewski. W tym okresie Jędrusik (wspólnie z Krzysztofiakiem) pracował nad tekstem Paradoksy przestrzeni, rodzajem manifestu, który miał stanowić podsumowanie studiów nad Teorią widzenia. Pomagał im w tym brat Hilarego, fizyk, inżynier Tadeusz Krzysztofiak. Dzieło to jednak pozostało niedokończone, a szkic tekstu zaginął.
W lipcu tego samego roku, na osobiste zaproszenie Marka Oberländera, Jędrusik wziął udział w Ogólnopolskiej Wystawie Młodej Plastyki „Przeciw wojnie – przeciw faszyzmowi” w warszawskim Arsenale.
Jędrusik opuścił Grupę St-53 15 lutego 1956.

### Późniejsza działalność
Jędrusikowi marzyło się stworzenie śląskiego Bauhausu, a pierwszym ku temu krokiem miała być produkcja mebli. W drugiej połowie lat 50. założył pracownię mebli wzorcowych, która działała w pustym garażu na podwórku kamienicy przy ul. Rysiej 7 w Katowicach, gdzie wtedy mieszkał z rodziną. Według malarza Zygmunta Stuchlika, który pracował tam jako zaopatrzeniowiec, zakład jednak nie istniał dłużej niż półtora roku, przede wszystkim ze względu na ówczesny biurokratyczny system państwowy, który uniemożliwiał  małym pracowniom zawierać bezpośrednich umów ze zleceniodawcami, oraz brak chętnych nabywców „naszych oryginalnych, nie seryjnych mebli”.
Jędrusik był aktywnym członkiem Związku Polskich Artystów Plastyków (ZPAP) i partycypował w licznych wystawach i plenerach. W 1963 roku wystawa Jędrusika w katowickim CBWA została zamknięta przedwcześnie ze względu na cenzurę polityczną. Według Henryka Wańka powodem represji była treść tekstu autorskiego Jędrusika zamieszczonego w katalogu wystawy.
Na zebraniu ZPAP 7. maja 1976 roku w Katowicach wygłosił wykład zatytułowany Kierunkiem jest kubizm, swój manifest artystyczny, w którym wyraził własne teorie i przekonania dotyczące kluczowej roli kubizmu w sztuce nowoczesnej i we własnej twórczości.
W 1982 roku w katowickim CBWA odbyła się wystawa retrospektywna Jędrusika, gdzie zaprezentował 130 obrazów i rysunków z okresu 1952–1981. Katalog wystawy zawiera tekst Dlaczego kubizm w 1982 roku?.

## Twórczość
Twórczość malarska Jędrusika była mocno inspirowana kubizmem analitycznym, dziełami Paula Cézanne’a i teorią Władysława Strzemińskiego. Malował też kompozycje nawiązujące do postimpresjonizmu i kapizmu. Inspirował się również matematyką oraz badaniem zjawisk optycznych i przyrodniczych. Był autorem konceptualnych projektów, m.in. samowystarczalnego domu dla artysty czy programu całkowitego przeobrażenia środowiska naturalnego. Prace Jędrusika znajdują się w zbiorach m.in. Muzeum Narodowego w Warszawie, Ministerstwa Kultury i Sztuki, Muzeum Śląskiego w Katowicach, Galerii Sztuki Współczesnej BWA w Katowicach, Muzeum Górnośląskiego w Bytomiu, Muzeum Historii Katowic oraz w zbiorach prywatnych w Polsce i za granicą. 
Jędrusik jest też autorem mozaiki ściennej na pierwszym piętrze katowickiego Kina Kosmos. Mozaika przedstawia postać Pana Twardowskiego lecącego na Księżyc. Jest to jedyny zabytkowy element wnętrza, który zachował się po przebudowie budynku w 2004 roku.

## Życie prywatne
Miał żonę Almę i córkę Joannę.

## Wystawy i wydarzenia (wybór)
- 1950 – Praca i Pokój, Hala powystawowa w Parku Kościuszki w Katowicach, organizowana przez BWA w Katowicach[18]
- 1951 – Doroczna Okręgowa wystawa malarstwa i rzeźby, Galeria BWA w Katowicach[18]
- 1953 – Pierwsza niezależna wystawa przyszłej Grupy St-53, dom Sylwestra Wieczorka w Bradzie[3]
- 1954 – Druga niezależna wystawa przyszłej Grupy St-53 w mieszkaniu Mary Obremby w Stalinogrodzie[3]
- 1955 – Ogólnopolska Wystawa Młodej Plastyki pod hasłem Przeciw wojnie - przeciw faszyzmowi, Warszawski “Arsenał”[6]

- 1956 – Wiosenna wystawa malarstwa i rzeźby, Galeria BWA w Stalinogrodzie[18]
- 1956 – Wystawa malarstwa Klaudiusza Jędrusika i Sylwestra Wieczorka, Galeria BWA w Stalinogrodzie[18]
- 1956 – Jesienna Okręgowa wystawa malarstwa i rzeźby, Galeria BWA w Stalinogrodzie[18]
- 1957 – Wystawa wiosenna malarstwa, rzeźby i grafiki, Galeria BWA w Katowicach[18]
- 1959 – Wystawa wiosenna Okręgu ZPAP, Galeria BWA w Katowicach[18]
- 1959 – Wystawa: Prace Klaudiusza Jędrusika i Andrzeja Wojtali, Klub MPIK ul. 15 Grudnia
- 1960 – Kilkudniowe spotkanie Klubu Młodych Twórców w Domu Kawalera w Świerklańcu
- 1960 – „Wieczór helioplastyki“ w opracowaniu Klaudiusza Jędrusika i Franka Puchera, Klub Pracy Twórczej w Katowicach
- 1961 – Wystawa malarstwa i grafiki Okręgu katowickiego ZPAP, Galeria BWA w Katowicach[18]
- 1961 – Wystawa Norberta Paprotnego i Witolda Pałki, ze wstępem Klaudiusza Jędrusika, Galeria BWA w Katowicach[18]
- 1963 – Wystawa Klaudiusza Jędrusika i Zdzisława Stanka, Galeria BWA w Katowicach[18]
- 1966 – Wystawa malarstwa, rzeźby i grafiki Okręgu katowickiego ZPAP, Galeria BWA w Katowicach[18]
- 1967 – Wystawa malarstwa, grafiki i rzeźby katowickiego okręgu ZPAP, Galeria BWA w Katowicach[18]
- 1968-1969 – Mozaika naścienna w Kinie Kosmos w Katowicach[17]
- 1974 – Międzynarodowy plener w Zagłębiu Dąbrowskim
- 1975 – VIII Ogólnopolski plener przemysłowy na Śląsku, organizowany przez ZPAP, Bytom
- 1976 – Odczyt wykładu “Kierunkiem jest kubizm”, Zebranie ZPAP w Katowicach[7]
- 1976 – Wystawa Okręgu Katowickiego ZPAP, Galeria BWA w Katowicach[18]
- 1978 – Wystawa malarstwa, grafiki, rzeźby i tkaniny Okręgu katowickiego ZPAP, Galeria BWA w Katowicach[18]
- 1978 – I Ogólnopolski Konkurs Malarski im. Zygmunta Rafała Pomorskiego, wystawa, Galeria BWA w Katowicach[18]
- 1979 – Wystawa Okręgu katowickiego ZPAP, Galeria BWA w Katowicach[18]
- 1982 – Wystawa malarstwa i rysunku Klaudiusza Jędrusika, Galeria BWA w Katowicach[18]
- 1983 – Wystawa Okręgu katowickiego ZPAP, Galeria BWA w Katowicach[18]
- 1985 – Wystawa: 40 lat twórczości artystów plastyków województwa katowickiego. Galeria BWA w Katowicach[18]
- 1985 – 4. ogólnopolski Konkurs Malarski im. Zygmunta Rafała Pomorskiego, wystawa, Galeria BWA w Katowicach[18]
- 2003 – St-53. Twórcy, postawy, ślady, Muzeum Historii Katowic[7]
- 2008 – Muzeum Historii Nienaturalnej, Centrum Sztuki Współczesnej Kronika w Bytomiu[14]
- 2017 – Zwrotnica. Początki neoawangardy na Górnym Śląsku, Muzeum Śląskie w Katowicach[19]
- 2017 – Linia i chaos, Galeria BWA w Katowicach[20]